# Barış Atik
Barış-Fahri Atik (Frankenthal, 9 gennaio 1995) è un calciatore tedesco naturalizzato turco, centrocampista del Magdeburgo.

## Caratteristiche tecniche
È un trequartista.

## Carriera
Cresciuto nel settore giovanile dell'Hoffenheim, ha esordito in prima squadra il 3 dicembre 2016 disputando l'incontro di Bundesliga vinto 4-0 contro il Colonia. Nelle stagioni successive è stato girato in prestito allo Sturm Graz, al Kaiserslautern ed al Darmstadt, per poi passare a titolo definitivo alla Dinamo Dresda nel 2018.

## Statistiche
Statistiche aggiornate al 16 giugno 2020.

### Presenze e reti nei club
| Stagione        | Squadra         | Campionato      | Campionato | Campionato | Coppe nazionali | Coppe nazionali | Coppe nazionali | Coppe continentali | Coppe continentali | Coppe continentali | Altre coppe | Altre coppe | Altre coppe | Totale | Totale | Totale |
| Stagione        | Squadra         | Comp            | Pres       | Reti       | Comp            | Pres            | Reti            | Comp               | Pres               | Reti               | Comp        | Pres        | Reti        | Pres   | Reti   |        |
| --------------- | --------------- | --------------- | ---------- | ---------- | --------------- | --------------- | --------------- | ------------------ | ------------------ | ------------------ | ----------- | ----------- | ----------- | ------ | ------ | ------ |
| 2012-2013       | Hoffenheim II   | RL              | 2          | 1          |                 | -               | -               |                    | -                  | -                  |             | -           | -           | 2      | 1      |        |
| 2013-2014       | Hoffenheim II   | RL              | 3          | 0          |                 | -               | -               |                    | -                  | -                  |             | -           | -           | 3      | 0      |        |
| 2014-2015       | Hoffenheim II   | RL              | 29         | 4          |                 | -               | -               |                    | -                  | -                  |             | -           | -           | 29     | 4      |        |
| 2015-2016       | Hoffenheim II   | RL              | 24         | 3          |                 | -               | -               |                    | -                  | -                  |             | -           | -           | 24     | 3      |        |
| 2016-gen. 2017  | Hoffenheim II   | RL              | 16         | 10         |                 | -               | -               |                    | -                  | -                  |             | -           | -           | 16     | 10     |        |
| 2016-gen. 2017  | Hoffenheim      | BL              | 3          | 0          | CG              | 0               | 0               |                    | -                  | -                  |             | -           | -           | 3      | 0      |        |
| gen.-giu. 2017  | Sturm Graz      | BL              | 16         | 5          | CA              | 0               | 0               |                    | -                  | -                  |             | -           | -           | 16     | 5      |        |
| 2017-gen. 2018  | Kaiserslautern  | 2L              | 12         | 0          | CG              | 2               | 1               |                    | -                  | -                  |             | -           | -           | 14     | 1      |        |
| gen.-giu. 2018  | Darmstadt       | 2L              | 5          | 0          | CG              | 0               | 0               |                    | -                  | -                  |             | -           | -           | 5      | 0      |        |
| 2018-2019       | Dinamo Dresda   | 2L              | 27         | 6          | CG              | 0               | 0               |                    | -                  | -                  |             | -           | -           | 27     | 6      |        |
| 2019-2020       | Dinamo Dresda   | 2L              | 21         | 0          | CG              | 2               | 0               |                    | -                  | -                  |             | -           | -           | 23     | 0      |        |
| Totale carriera | Totale carriera | Totale carriera | 158        | 29         |                 | 4               | 1               |                    | -                  | -                  |             | -           | -           | 162    | 30     |        |

## Palmarès

### Club

#### Competizioni nazionali
- 3. Liga: 1

Magdeburgo: 2021-2022